# NTI-gymnasiet

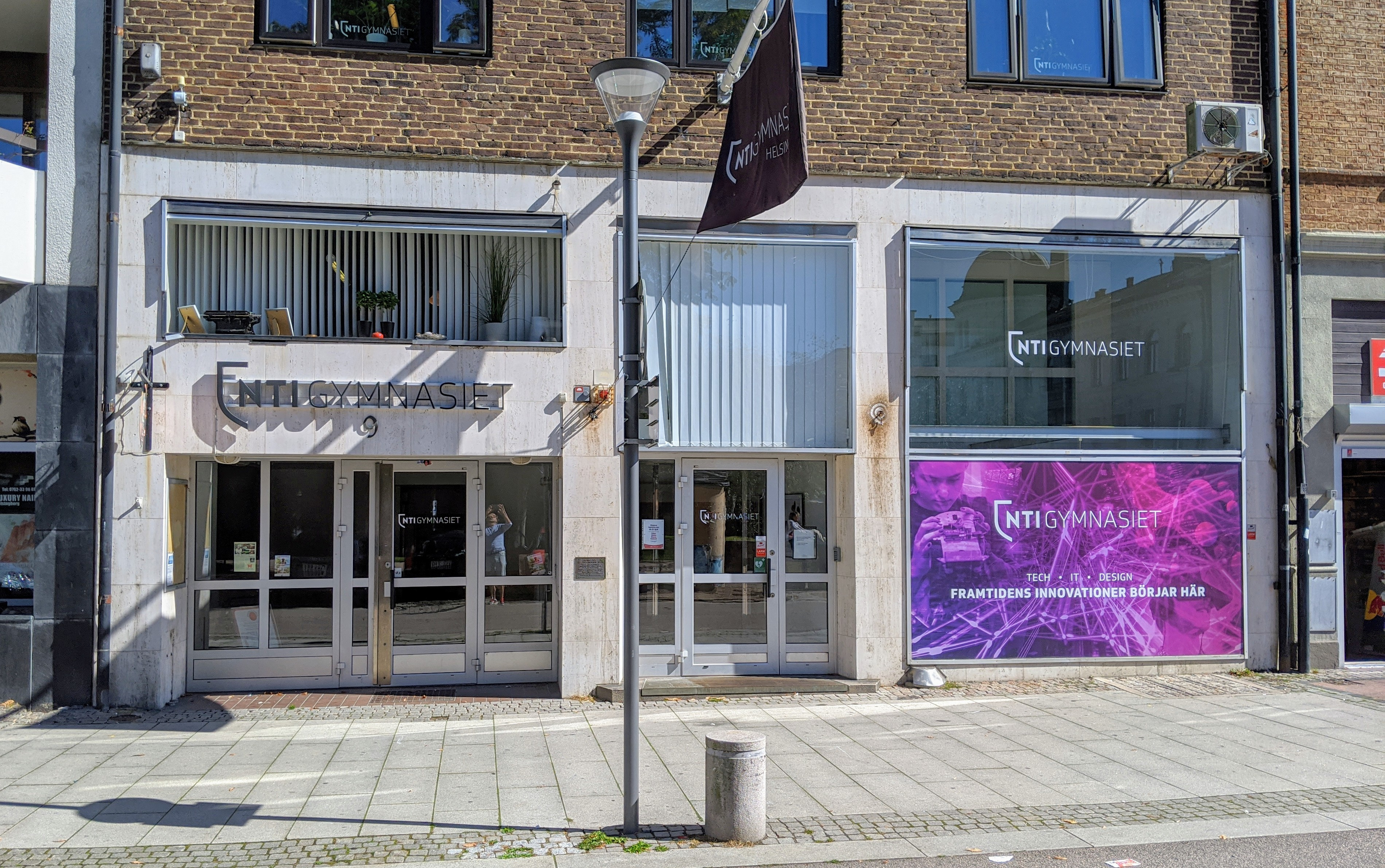
NTI Gymnasiet i Helsingborg

NTI-gymnasiet, företagets skrivform NTI Gymnasiet, är ett gymnasium med fokus på utbildningar inom teknik och IT. På flera skolor erbjuds även utbildningar inom design och handel/ekonomi. NTI Gymnasiet ingår i utbildningskoncernen AcadeMedia. Det är namngivet efter utbildningsföretaget Nordens Teknikerinstitut AB. Det första NTI-gymnasiet öppnades 2002, och 2019 fanns 28 skolor runt om i Sverige.

## Bakgrund
NTI, som står för Nordens Teknikerinstitut AB, grundades 1968 av Mikael Elias och är ett av de äldsta privata utbildningsföretagen i Sverige. Sedan 2007 ingår NTI-gymnasiet i AcadeMedia, parallellt med NTI-skolan som bedriver vuxenutbildning. I början av 2018 meddelades att IT-gymnasiets skolor (som också ingår i Academedia) skulle byta namn till NTI-gymnasiet höstterminen 2018.

## Utbildningar
NTI-gymnasierna fokuserar på utbildningar inom IT, teknik, programmering, nätverk, media och ekonomi. Utbudet av program varierar mellan skolorna men gemensamt för alla är inriktningen mot informationsteknologi, teknik och vetenskap. NTI-gymnasiets skolor är uppdelade efter tre olika inriktningar. Skolor som heter NTI Gymnasiet fokuserar på teknik och design, NTI Vetenskapsgymnasiet har fokus är naturvetenskap och teknikvetenskap och NTI Handelsgymnasiet fokuserar på ekonomi och handel.

## Lista över gymnasier
Uppdaterad: Mars 2023
- NTI Gymnasiet Borlänge
- NTI Gymnasiet Eskilstuna
- NTI Gymnasiet Helsingborg
- NTI Gymnasiet Johanneberg (Göteborg)
- NTI Gymnasiet Karlstad
- NTI Gymnasiet Kristianstad
- NTI Gymnasiet Kronhus (Göteborg)
- NTI Gymnasiet Luleå
- NTI Gymnasiet Lund
- NTI Gymnasiet Malmö
- NTI Gymnasiet Nacka
- NTI Gymnasiet Skövde
- NTI Gymnasiet Sollentuna
- NTI Gymnasiet Stockholm Odenplan
- NTI Gymnasiet Sundsvall
- NTI Gymnasiet Södertälje
- NTI Gymnasiet Södertörn (Flemingsberg)
- NTI Gymnasiet Umeå
- NTI Gymnasiet Uppsala
- NTI Gymnasiet Västerås
- NTI Gymnasiet Örebro
- NTI Vetenskapsgymnasiet Gävle
- NTI Vetenskapsgymnasiet Helsingborg
- NTI Vetenskapsgymnasiet Lund
- NTI Vetenskapsgymnasiet Solna
- NTI Vetenskapsgymnasiet Stockholm
- NTI Handelsgymnasiet Göteborg
- NTI Handelsgymnasiet Stockholm

## Gymnasier (i urval)

### Stockholm Odenplan
NTI Gymnasiet Stockholm Odenplan ligger på Crafoords väg 12 i Sabbatsberg i Stockholm och har ungefär 850 elever. Skolan har även ett annex på Upplandsgatan 49.
På skolan finns fem inriktningar:
- Teknikprogrammet, Informations- och medieteknik (TEINF)
- Teknikprogrammet, Design och produktutveckling (TEDES)
- El- och energiprogrammet, Dator- och kommunikationsteknik (EEDAT)
- Estetiska programmet, Estetik och media (ESEST)
- Gymnasieingenjör, Mjukvarudesign (TE4)

### Örebro

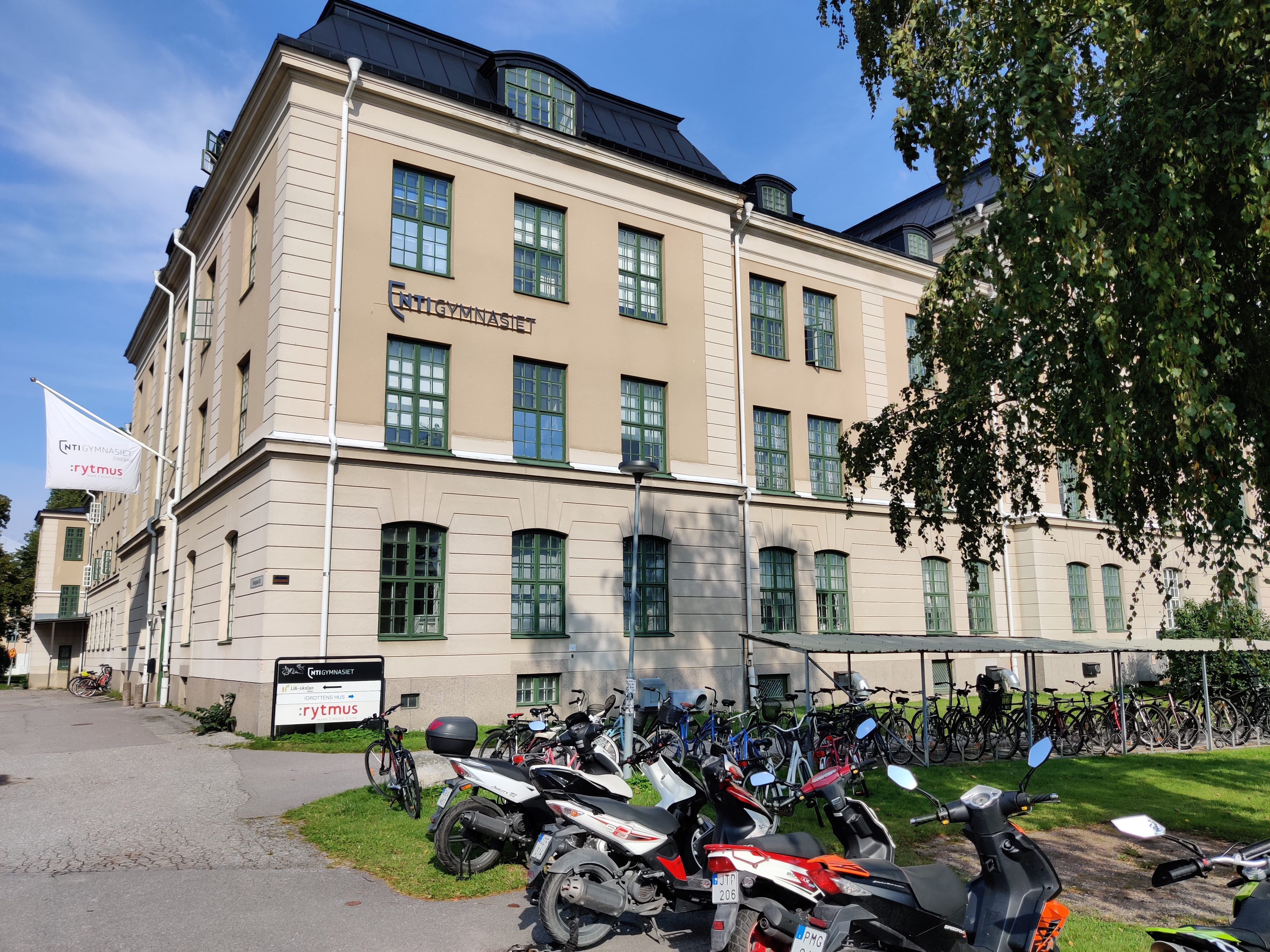
NTI Gymnasiet i Örebro

NTI Gymnasiet i Örebro är en gymnasieskola på Karlsgatan 30 i Örebro i ett område som heter Västra Mark. Den startades 2005 som IT-gymnasiet och bytte namn till NTI-gymnasiet 2018. erbjuder utbildningar inom teknologi och IT. Skolan har tre program: Teknikprogrammet med inriktning media- och informationsteknik, El- och energiprogrammet med inriktning dator- och kommunikationsteknik och Estetiska programmet med inriktning estetik och media.

### Uppsala

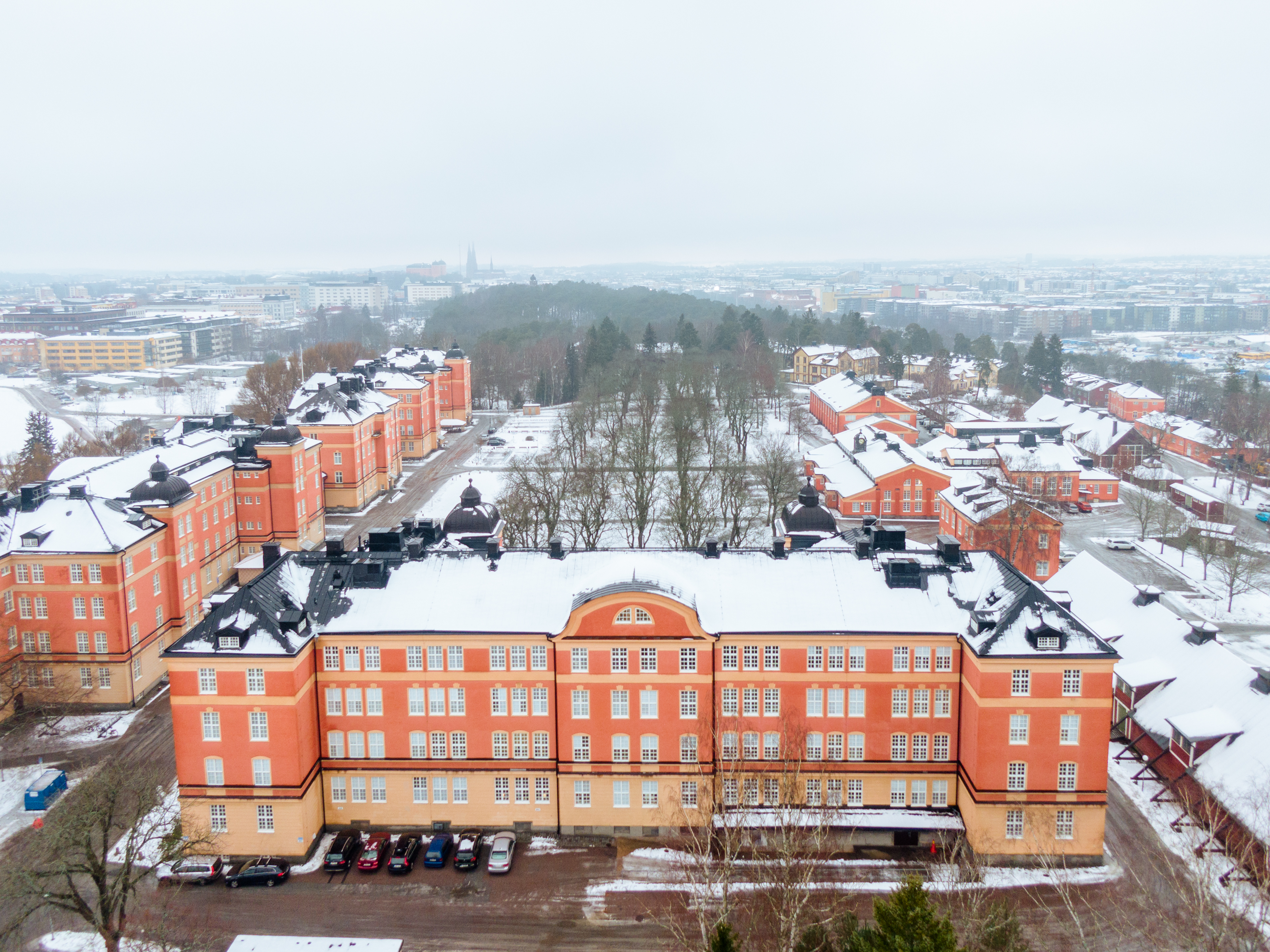
NTI Gymnasiet i vinterskrud, Campus Polacksbacken, Uppsala

NTI Gymnasiet Uppsala är Uppsalas största fristående gymnasieskola med utbildningar inom teknik, naturvetenskap och IT  och ligger på Campus Polacksbacken. Den öppnade 2002 i Uppsala under namnet IT-Gymnasiet Uppsala på Rapsgatan 8 i Fyrislund. Då hade skolan specialutformade program inom teknik, elektronik och naturvetenskap. Sedan 2018 är skolan del av NTI-gymnasiet. År 2020 gick flytten till de aktuella lokalerna på Polacksbacken.
Skolan har totalt fem nationella program och en vidareutbildning på teknikprogrammet i form av ett fjärde tekniskt år med nationella profilen informationsteknik och utgången mjukvarudesign för att ta examen som gymnasieingenjör.
- Teknikprogrammet med inriktning informations- och medieteknik samt design och produktutveckling
- El- och energiprogrammet med inriktning dator- och kommunikationsteknik
- Estetiska programmet med inriktning musik
- Naturvetenskapsprogrammet med inriktning naturvetenskap
- Samhällsvetenskapsprogrammet med inriktning medier, journalistik och kommunikation

### Helsingborg
NTI Gymnasiet Helsingborg är en gymnasieskola i Helsingborg. Skolan riktar in sig på tekniska program, och har utbildningar på gymnasienivå inom teknik, IT och design. Skolan bytte 2018 namn från IT-gymnasiet Helsingborg och blev en del av NTI Gymnasiet. Skolan ingår i friskolekoncernen AcadeMedia. NTI gymnasiet har även en annan skola i Helsingborg, NTI Vetenskapsgymnasiet Helsingborg, som riktar in sig på naturvetenskapliga utbildningar. 2020 gick det ungefär 350 elever på skolan.

### Göteborg
Det finns två NTI-gymnasier i Göteborg, NTI Gymnasiet Kronhus och NTI Gymnasiet Johanneberg. Fram till 2019 tillhörde även Mediegymnasiet NTI-gymnasierna men tillhör idag LBS-gymnasierna.

#### NTI Gymnasiet Kronhus
NTI Gymnasiet Kronhus  ligger på Kronhusgatan 9, mellan Nordstan och Kronhuset. Skolan startade 2002 och erbjuder per 2020 fem program:
- Naturvetenskapsprogrammet - NTI Natur - med inriktning naturvetenskap.
- Teknikprogrammet - NTI Teknik - med inriktning informations- och medieteknik.
- El- och energiprogrammet - NTI IT - med inriktning dator- och kommunikationsteknik.
- Ekonomiprogrammet - NTI Ekonomi - med inriktning ekonomi.
- Handelsprogrammet - Marknad & affärsprogrammet - med inriktning handel och service.

#### NTI Gymnasiet Johanneberg
NTI Gymnasiet Johanneberg   startade 2004 som IT-Gymnasiet Göteborg och bytte namn 2018 i samband med sammanslagningen av NTI-gymnasiet och IT-gymnasiet. Skolan ligger inom Chalmers campusområde på Origovägen 4. 2020 hade skolan cirka 450 elever och erbjöd fyra program:
- Teknikprogrammet - NTI Teknik - med inriktning informations- och medieteknik.
- El- och energiprogrammet - NTI IT - med inriktning dator- och kommunikationsteknik.
- Estetiska programmet - NTI Design - med inriktning estetik och media.
- Tekniskt fjärde år - Gymnasieingenjörsprogrammet - med inriktning mjukvaruutveckling. Detta år ett påbyggnadsår för teknikprogrammet.